# Sabhal Mòr Lectures
Les Sabhal Mòr Lectures són una sèrie de conferències celebrades anualment retransmeses per televisió, que es duen a terme al college Sabhal Mòr Ostaig a l'illa de Skye, Escòcia. Les conferències es fan en anglès, però se centren en temes relacionats amb la llengua gaèlica escocesa, sovint posant èmfasi en aspectes econòmics i culturals que s'hi relacionen. Els conferenciants convidats són de vegades destacades personalitats, i algunes conferències s'acaben convertint en autèntiques fites pel desenvolupament de la política lingüística del gaèlic. Les conferènces són patrocinades i emeses per STV (antigament Scottish Television i Grampian Television). Entre els oradors més notables que han pres part de les conferències destaquen Mary Robinson, Gordon Brown, Donald Dewar i Jack McConnell.

## Llista de conferenciants de Sabhal Mòr Lectures
1. (1990) James Hunter (historiador, director de la Scottish Crofters Union)
2. (1991) Gus Macdonald (industrial)
3. (1992) John Goodlad, secretari de la Fisherman's Association
4. (1993) Dra Una MacLean
5. (1994) Dr John Purser, escriptor, compositor i musicòleg
6. (1995) Alistair Moffat (executiu en cap de les Scottish Television Enterprises)
7. (1996) Donnie Munro (director de desenvolupament de Sabhal Mòr Ostaig i ex-cantant del grup Runrig)
8. (1997) Mary Robinson (Presidenta de la República d'Irlanda)
9. (1998) Calum MacDonald (ministre pel gaèlic en aquell moment)
10. (1999) Gordon Brown (ministre d'hisenda del Regne Unit)
11. (2000) Donald Dewar (Primer Ministre d'Escòcia)
12. (2001) Rhoda MacDonald (Cap de gaèlic a Scottish Television)
13. (2002) Mícheál Ó Súilleabháin
14. (2003)
15. (2004) Jack McConnell (Primer Ministre d'Escòcia)
16. (2005) Duncan Rice (Rector i vice-rector de la Universitat d'Aberdeen)
17. (2006)
18. (2007) Alex Salmond (Primer Ministre d'Escòcia)

## Conferències significatives
Algunes conferències han marcat punts decisius en temes relacionats amb el gaèlic escocès o han recollit l'ànim del dia de formes sorprenents que han trobat acollida en la comunitat gaèlicoparlant.
La conferència de Mary Robinson parlava de la possibilitat de crear un espai d'illes per les Hèbrides Exteriors i Irlanda per tal de celebrar el que els dos països comparteixen. Això va dur a l'establiment de la Columba Initiative.
En la seva lectura l'any 1999, Gordon Brown declarà: 
| « | Quin lloc més uniforme i anodí seria aquesta Bretanya nostra, si la britanitat volgués dir que tots parlem de la mateixa manera, cantem, ballem i celebrem les coses de la mateixa manera. | » |